# Henri Verbrugghe
Henri Verbrugghe (Malinas, 20 de julio de 1925-Bonheiden, 9 de julio de 2009) fue un deportista belga que compitió en piragüismo en la modalidad de aguas tranquilas. Ganó una medalla de oro en el Campeonato Mundial de Piragüismo de 1958, y de una medalla de bronce en el Campeonato Europeo de Piragüismo de 1957.
Participó en cuatro Juegos Olímpicos de Verano entre los años 1952 y 1964, su mejor actuación fue un sexto puesto logrado en Melbourne 1956 en la prueba de K2 1000 m.

## Palmarés internacional
| Campeonato Mundial | Campeonato Mundial     | Campeonato Mundial | Campeonato Mundial |
| Año                | Lugar                  | Medalla            | Evento             |
| ------------------ | ---------------------- | ------------------ | ------------------ |
| 1958               | Praga (Checoslovaquia) | Medalla de oro     | K2 1000 m          |
| Campeonato Europeo |                        |                    |                    |
| Año                | Lugar                  | Medalla            | Evento             |
| 1957               | Gante (Bélgica)        | Medalla de bronce  | K2 10 000 m        |